# Ретови
Ретови (пол. Retowy, нім. Rettauen) — село в Польщі, у гміні Семпополь Бартошицького повіту Вармінсько-Мазурського воєводства.
Населення — 32 особи (2011).

## Демографія
Демографічна структура станом на 31 березня 2011 року:
|          | Загалом | Допрацездатний вік | Працездатний вік | Постпрацездатний вік |
| -------- | ------- | ------------------ | ---------------- | -------------------- |
| Чоловіки | 14      | 3                  | 11               | 0                    |
| Жінки    | 18      | 6                  | 10               | 2                    |
| Разом    | 32      | 9                  | 21               | 2                    |